# Leye (Bose)
Der Kreis Leye (chinesisch 乐业县, Pinyin Lèyè Xiàn; Zhuang Lozyez Yen) ist ein Kreis im Autonomen Gebiet Guangxi der Zhuang-Nationalität in der Volksrepublik China. Er gehört zum Verwaltungsgebiet der bezirksfreien Stadt Bose. Der Kreis hat eine Fläche von 2.634 Quadratkilometern und zählt 156.900 Einwohner (Stand: 2018). Sein Hauptort ist die Großgemeinde Tongle (同乐镇).

## Administrative Gliederung
Auf Gemeindeebene setzt sich der Kreis aus vier Großgemeinden und vier Gemeinden zusammen. 